# Conrad Anker
Pour les articles homonymes, voir Anker.
Golden Pitons
Conrad Anker (né le 27 novembre 1962) est un alpiniste, grimpeur et auteur américain célèbre pour ses ascensions difficiles dans les hautes montagnes de l'Himalaya et l'Antarctique. Il est membre de l'équipe d'escalade The North Face et travaille également en étroite collaboration avec Timex Expedition en tant qu'ambassadeur de la marque. En 1999, il était un membre clé dans l’équipe de recherche qui trouva les restes du légendaire grimpeur britannique George Mallory sur le mont Everest ; Anker est le grimpeur qui a repéré le corps de Mallory. Il vit à Bozeman dans le Montana.

## Ascensions et expéditions notables
- 1987 face Sud-Est du pic Gurney, montagnes Kichatna dans la chaîne d'Alaska en Alaska aux États-Unis. FA avec Shaw « ST » Seth, Robert Ingle et James Garrett ; sommet atteint le 8 mai 1987[3]
- 1989 face Nord-Ouest du mont Hunter dans la chaîne d'Alaska, en Alaska aux  États-Unis. Première ascension avec Shaw « ST » Seth, sommet atteint le 3 juillet 1989[4]
- 1990 Rodeo Queen, mur strié, parc national de Zion, première ascension avec Mugs Stump[5]
- 1992 East Buttress, Moyen Triple Peak, Kichatna Spire, Alaska, États-Unis, 2e ascension avec Seth Shaw[6]
- 1992 Shunes Buttress, Arche rouge de montagne, Zion, États-Unis, première ascension avec Dave Jones[7]
- 1994 Badlands (YDS VI 5,10 A3 + WI4, 1 000 m), face Sud-Est, Torre Egger, Patagonie. Conrad Anker, Jay Smith et Steve Gerberding (États-Unis), FA 12 décembre 1994[8]
- 1997 Face Nord-Ouest (V 5.8, 2 100 m), Peak Loretan, montagnes Ellsworth, Antarctique (solo) 15-16 janvier 1997[9]
- 1997 Rakekniven, Terre de la Reine-Maud, Antarctique, première ascension avec Alex Lowe et Jon Krakauer. En vedette dans l'article de couverture du magazine National Geographic de février 1998[10]
- 1997 Tsering Mosong, Latok II, Karakoram, première ascension avec Alexander Huber, Thomas Huber et Toni Gutsch[11]
- 1997 Continental Drift, El Capitan, Yosemite, Californie, États-Unis première ascension avec Steve Gerberding et Thaw Kevin[12]
- 1999 Mallory et Irvine Research Expedition, mont Everest, au Népal /Tibet
- 1999 Shishapangma Expédition américaine en ski de randonnée, au Tibet. Il survit à une énorme avalanche qui tue son partenaire d'escalade et le cameraman David Bridges.
- 2001 Face Est du Massif Vinson, montagnes Ellsworth, Antarctique, première ascension avec Jon Krakauer. En vedette sur PBS dans la série NOVA en février 2003.
- 2005 Arête Sud-Ouest du Cholatse, région de Khumbu, au Népal - sommet atteint avec Thaw Kevin, Kris Erickson, John Griber et Abby Watkins le 12 mai 2005[13]
- 2007 Dirige l’expédition Altitude Everest 2007, rejoint par Léo Houlding, Jimmy Chin et Thaw Kevin, retraçant les dernières étapes de Mallory sur l'Everest.
- Anker a également grimpé des itinéraires remarquables dans la vallée de Yosemite (Californie), dans le parc national de Zion (Utah), sur l'île de Baffin (Canada), et la montagne Ellsworth en Antarctique.
- 2011 pic Meru Himalaya, sommet atteint avec Jimmy Chin et Renan Ozturk. Un long métrage, Meru (2015), est sorti au cinéma relatant l'ascension et les précédentes tentatives.

## Livres
- Anker, Conrad (1988). Gumbies on Gurney. American Alpine Journal(New York, NY, États-Unis: American Alpine Club). 30 (62): 69-75.  (ISBN 0-930410-33-5)
- Anker, Conrad (1990). Hunter's Northwest Face American Alpine Journal(New York, NY, États-Unis: American Alpine Club) 42. (64):. 36-38  (ISBN 0-930410-43-2)
- Anker, Conrad (1998). With you in Spirit, American Alpine Journal(Golden, CO, États-Unis: l'American Alpine Club) 40. (72):. 140-145  (ISBN 0-930410-78-5)
- Anker, Conrad, David Roberts (2001 (original 1999)) The Lost Explorer: Finding Mallory on Mt. Everest. New York, NY, États-Unis: Simon and Schuster / Touchstone.  (ISBN 0-684-87151-3)

## Films
- Shackleton Antarctic Adventure (2001).
- Light of the Himalaya (2006), film documentaire 9 fois primé par Michael Brown, produit par David D'Angelo en collaboration avec Rush HD et The North Face. Au cœur du massif montagneux le plus redoutable sur terre vit un peuple gracieux qui souffre des taux de cécité par cataracte les plus élevés sur la planète. L’équipe d’athlètes de The North Face rejoint par des chirurgiens oculaires du Népal et d'Amérique s’y rendait dans l'espoir de changer la situation. Ce film spectaculaire suit le travail des médecins sur le projet Himalayan Cataract durant tout le chemin vers le sommet d'un géant de l'Himalaya à 6 400 m d’altitude.
- The Endless Knot (2007), réalisé par Michael Brown et produit par David D'Angelo, est un film documentaire produit en collaboration avec The North Face et Rush HD. En octobre 1999 les meilleurs amis Alex Lowe et Conrad Anker ont été ensevelis dans une avalanche dans l'Himalaya tibétain. Conrad survit à l'avalanche mais commence peu après à souffrir de la culpabilité du survivant. Dans les mois qui ont suivi la tragédie, Conrad et la veuve d'Alex, Jennifer ont essayé de se réconforter mutuellement et sont tombés amoureux de manière inattendue. Maintenant, leur liaison est scellée avec les trois garçons d’Alex qui tentent d'accepter Conrad comme père. La mort d’Alex est une des nombreuses tragédies qui se déroulent dans les familles d’alpinistes qui perdent des êtres chers dans les montagnes. Les célèbres familles Sherpa de haute altitude subissent le même sort. En l'honneur d’Alex, Jennifer et Conrad ont cherché à donner un sens à cette tragédie en créant une école d'alpinisme pour les Sherpas et les travailleurs de haute altitude.
- The Wildest Dream (2010), IMAX, réalisé par Anthony Geffen, Film d'altitude, distribution aux États-Unis, National Geographic Entertainment.
- Meru (2015), réalisé par Jimmy Chin et Elizabeth “Chai” Vasarhelyi, Film d'altitude